# Bernard Szwykowski
Bernard Szwykowski (Szweykowski) herbu Ogończyk (ur. 20 sierpnia 1728, zm. 1799) – stolnik trocki od 1774, starosta oniski od 1761, komisarz skarbu litewskiego od 1766.

## Rodzina
Był synem Leonarda Józefa Szwykowskiego, starosty oniskiego, i Konstancji z Jurewiczów.
Dzieci: Józef, Kazimierz, Piotr, Konstanty